# Al Ulbrickson
Al Ulbrickson est un rameur américain né le 10 octobre 1930 à Seattle et mort le 6 juillet 2012.

## Biographie
Al Ulbrickson dispute l'épreuve de quatre barré aux côtés de Carl Lovsted, Matt Leanderson, Richard Wahlström et Al Rossi aux Jeux olympiques d'été de 1952 d'Helsinki et remporte la médaille de bronze.